# Адарназ III од Иберије
Адарназ III, члан Нерсианидске династије, био је председавајући принц Иберије (Картли, источна Грузија) од 748. до око 760. године.
Био је син Нерсеа и треће кћерке Миријана од Кахетије. Наследни је кнез (еристави) унутрашње Иберије. Наследео је на престољу владара Гуарама III, чији се син оженио Адарназовом ћерком. Њега је наследео његов син Нерсе.
Адарназова титула куропалат сведочи о степену утицаја Византије у Грузији, иако је она била под сизеренством Калифата.